# Coryphellidae
Famille
Synonymes
- Babakinidae Roller, 1972[1]
- Coryphellidae Bergh, 1889[1]
- Cumanotidae Odhner, 1907[1]
- Flabellinidae Bergh, 1889 (préféré par BioLib)[1]
- Nossidae Odhner, 1968[1]
- Paracoryphellidae M. C. Miller, 1971[1]

Les Coryphellidae sont une famille de mollusques gastéropodes nudibranches marins.

## Systématique
La famille des Coryphellidae a été créée en 1889 par le physicien et malacologiste danois Rudolph Bergh (1824-1909).

## Liste des genres
Selon World Register of Marine Species (27 octobre 2024) :
- Coryphella J. E. Gray, 1850

Cette famille ne comporte plus que ce seul genre depuis que les suivants ont été invalidés et considérés comme synonymes de Coryphella :
- Borealea Korshunova, Martynov, Bakken, Evertsen, Fletcher, Mudianta, Saito, Lundin, Schrödl & Picton, 2017
- Coryphella J. E. Gray, 1850
- Fjordia Korshunova, Martynov, Bakken, Evertsen, Fletcher, Mudianta, Saito, Lundin, Schrödl & Picton, 2017
- Gulenia Korshunova, Martynov, Bakken, Evertsen, Fletcher, Mudianta, Saito, Lundin, Schrödl & Picton, 2017
- Himatina Thiele, 1931
- Itaxia Korshunova, Martynov, Bakken, Evertsen, Fletcher, Mudianta, Saito, Lundin, Schrödl & Picton, 2017
- Microchlamylla Korshunova, Martynov, Bakken, Evertsen, Fletcher, Mudianta, Saito, Lundin, Schrödl & Picton, 2017
- Occidenthella Korshunova, Martynov, Bakken, Evertsen, Fletcher, Mudianta, Saito, Lundin, Schrödl & Picton, 2017
- Orienthella Korshunova, Martynov, Bakken, Evertsen, Fletcher, Mudianta, Saito, Lundin, Schrödl & Picton, 2017

## Galerie

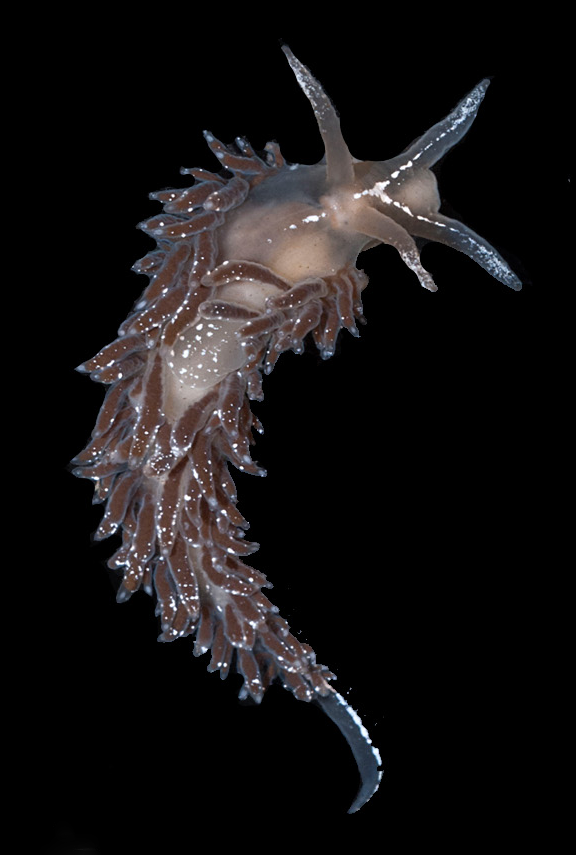
Coryphella athadona.
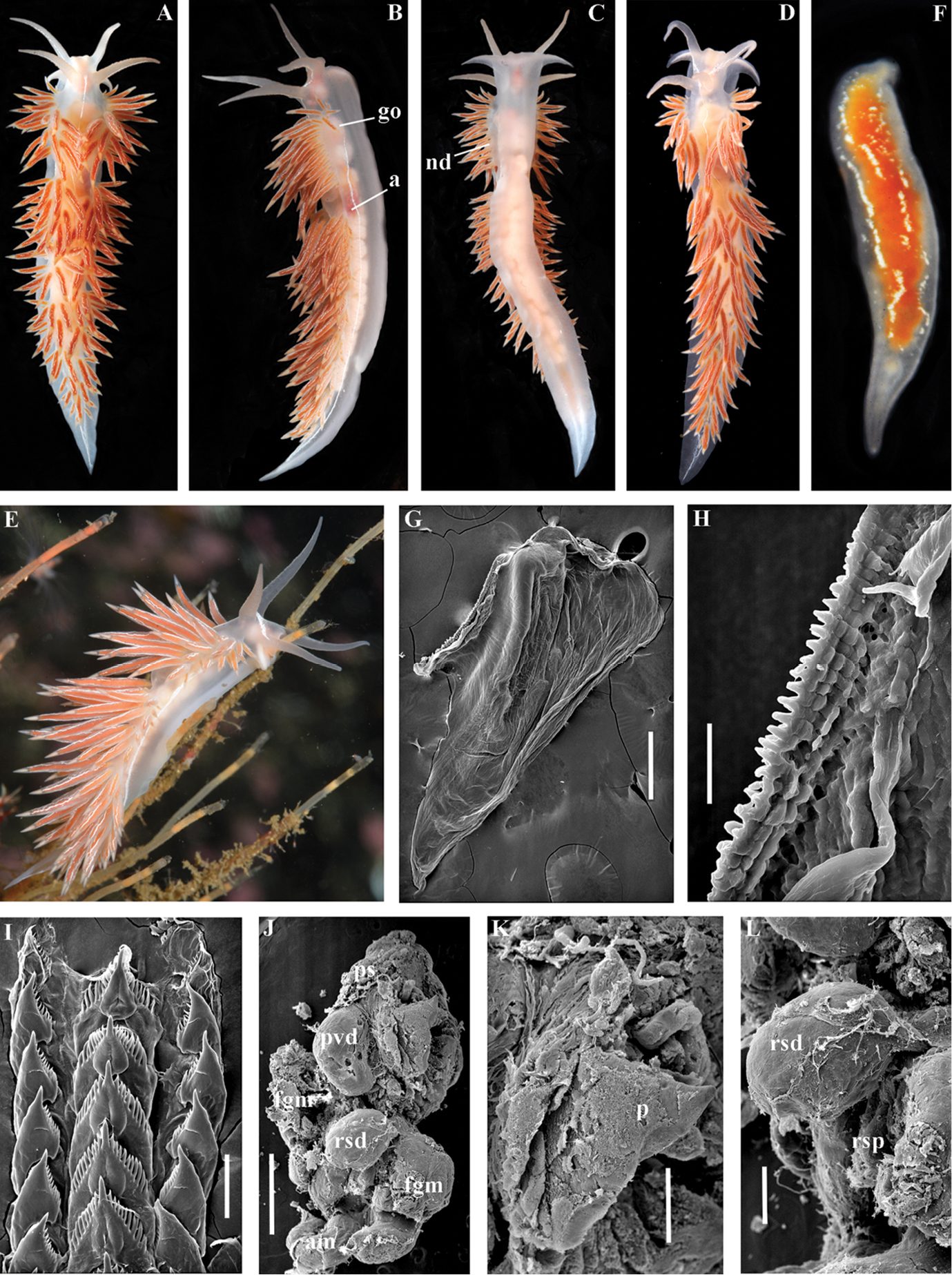
Coryphella chriskaugei.
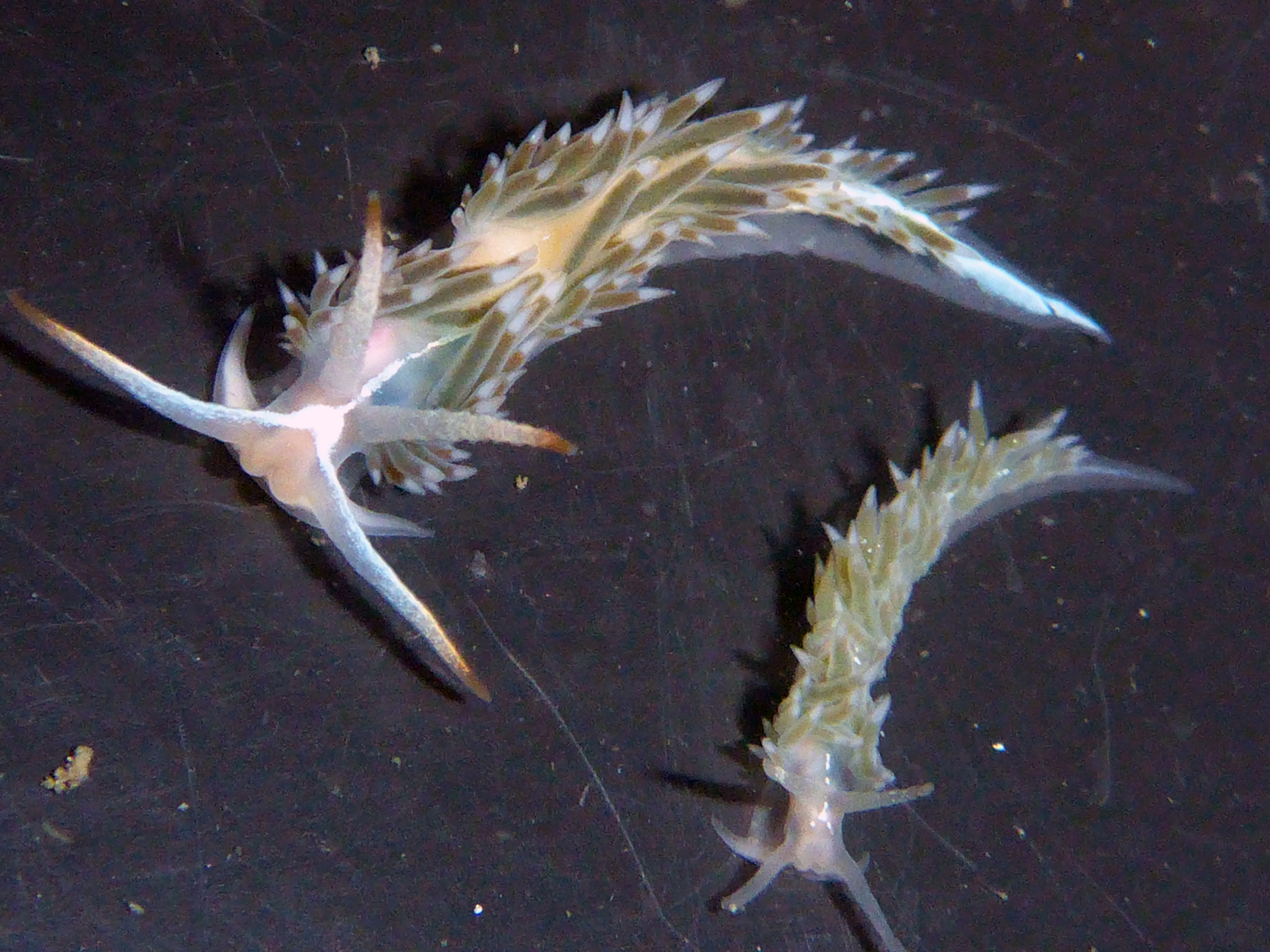
Coryphella cooperi.
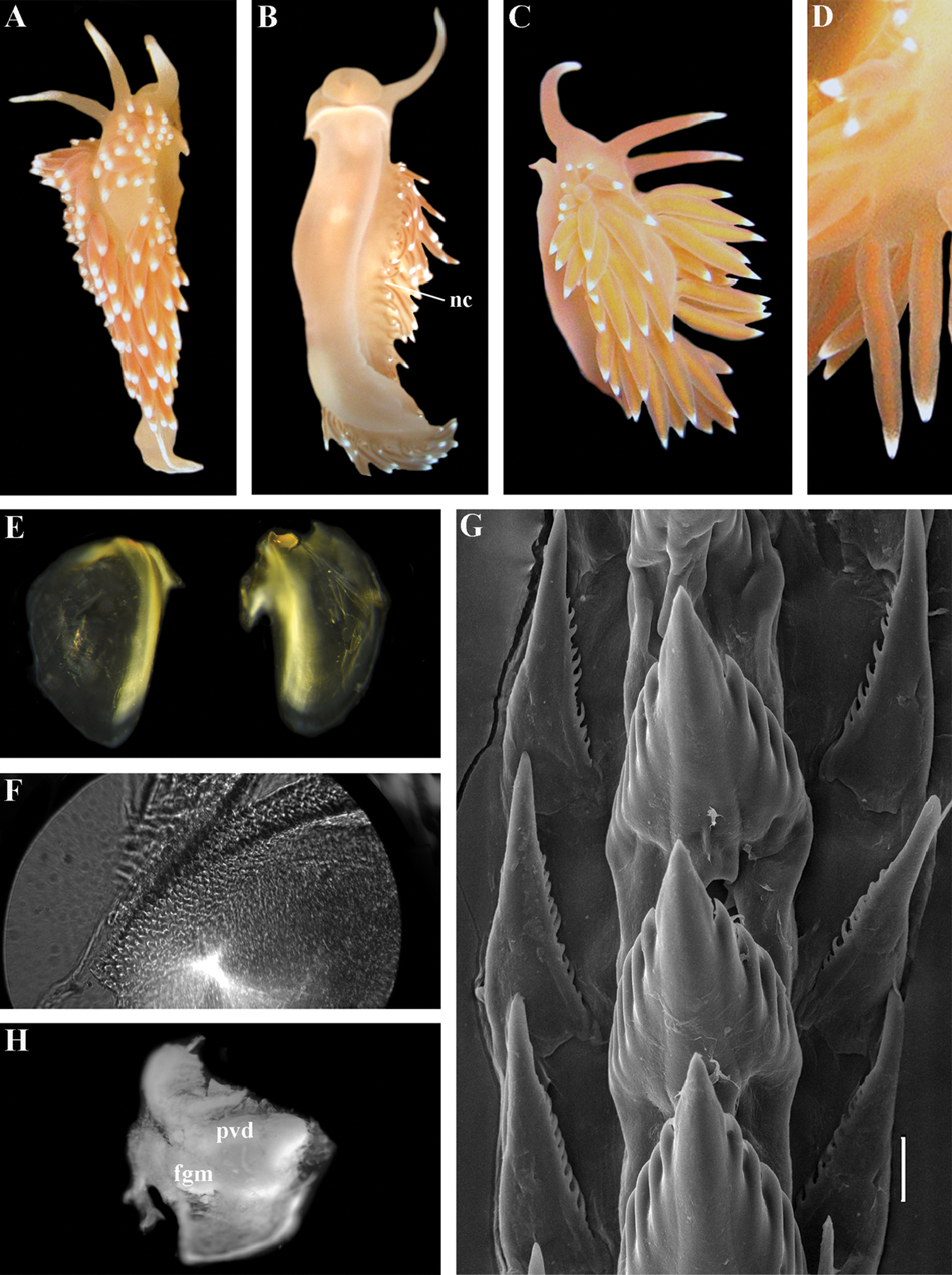
Coryphella falklandica.
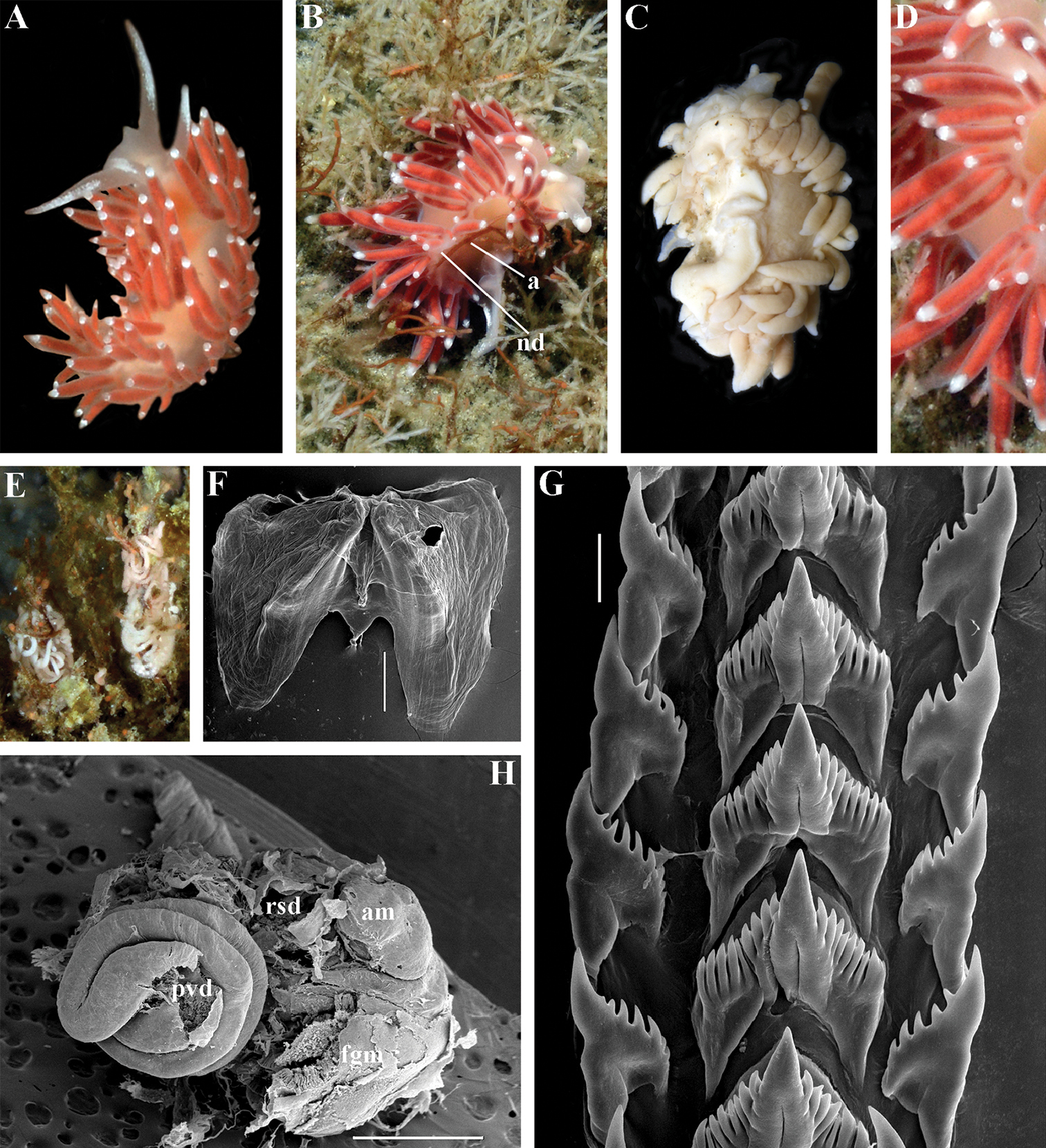
Coryphella gracilis.
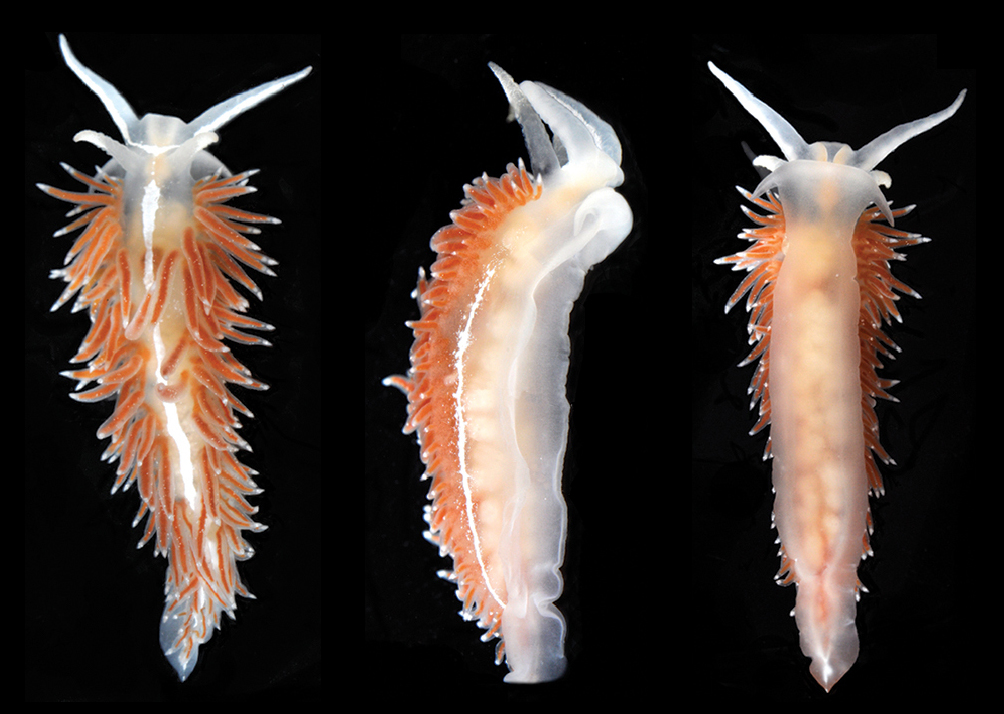
Coryphella monicae.
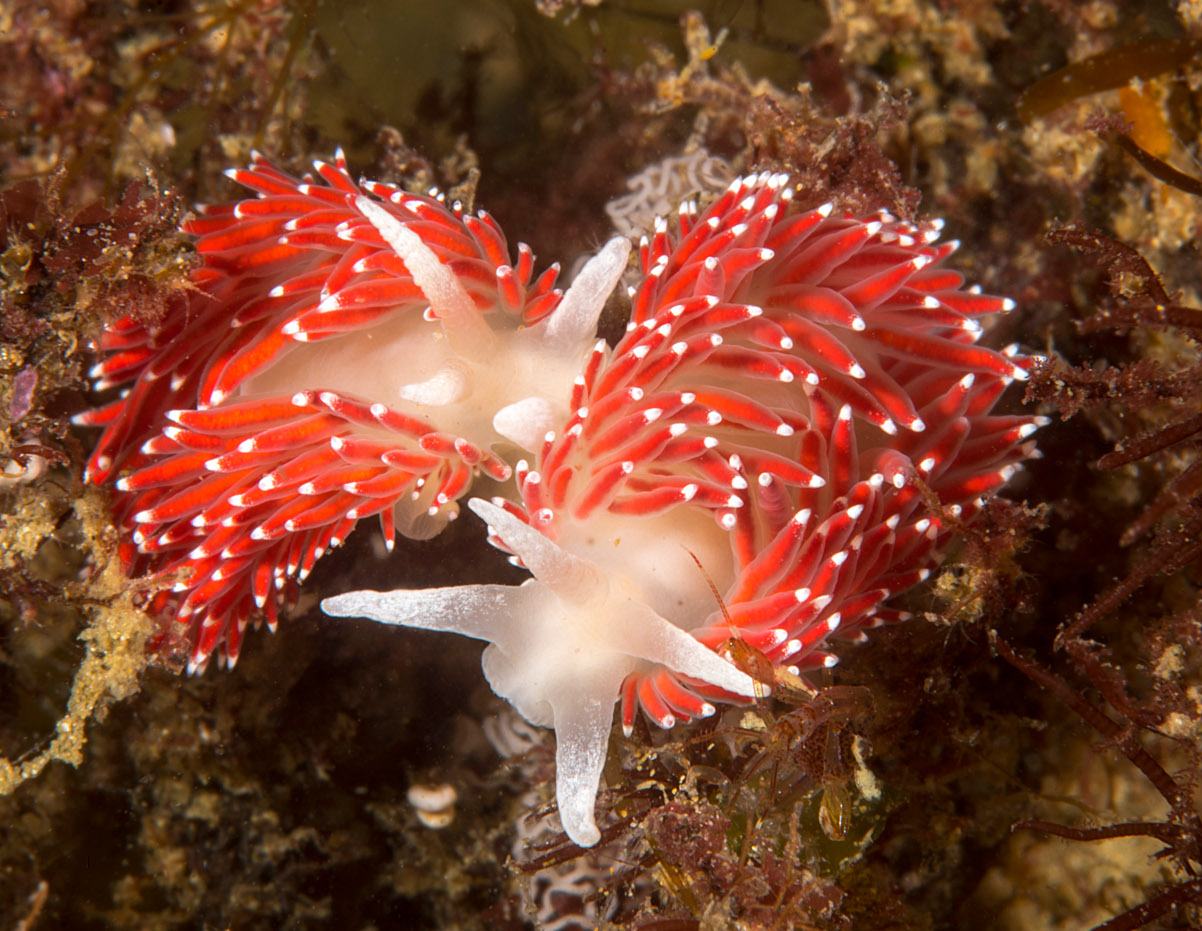
Coryphella nobilis.
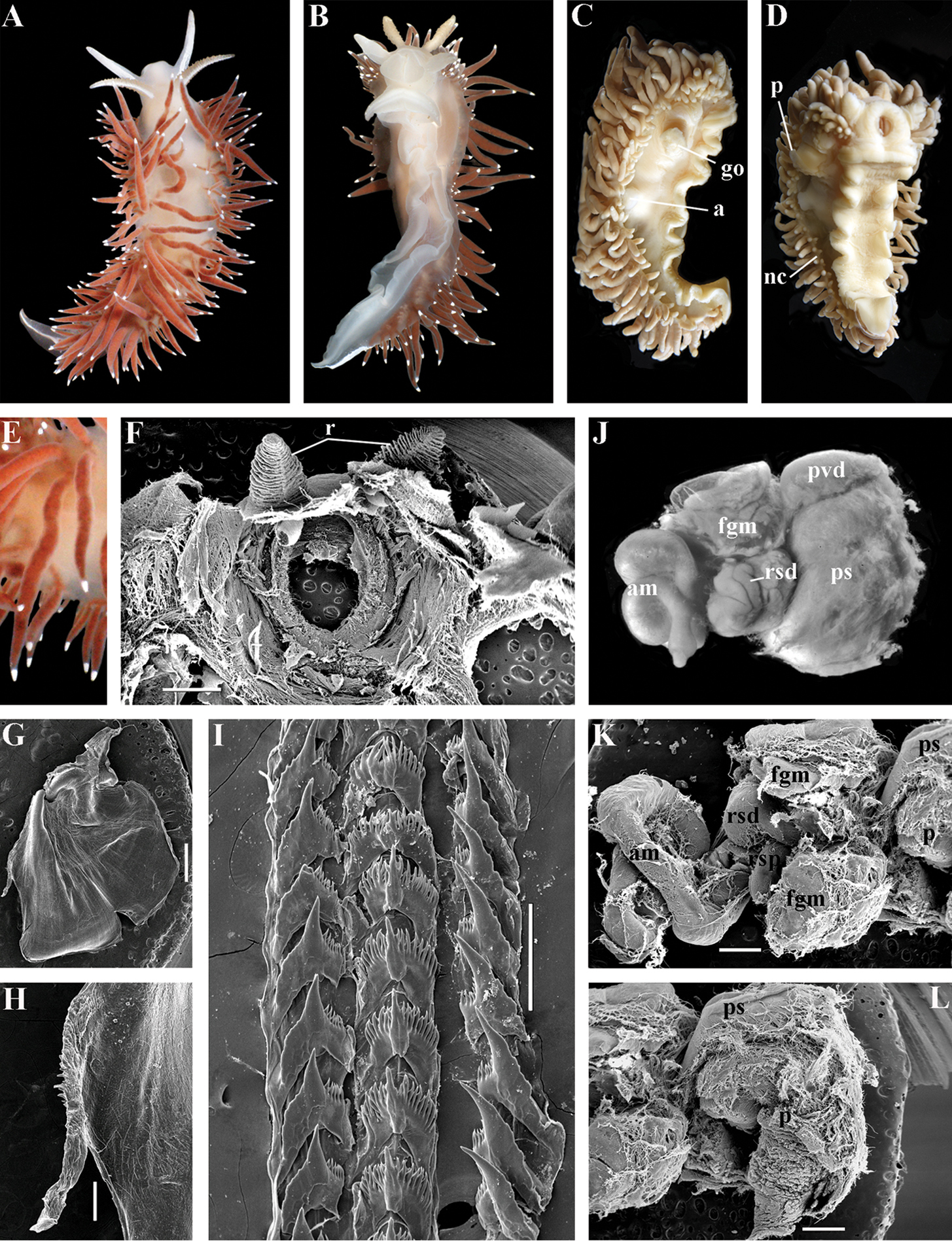
Coryphella trophina.